# Eupithecia mediopallens
Eupithecia mediopallens är en fjärilsart som beskrevs av Barend J. Lempke 1969. Eupithecia mediopallens ingår i släktet Eupithecia och familjen mätare. Inga underarter finns listade i Catalogue of Life.